# Kapsorráchi
Kapsorráchi (Kapsorrachi, Kapsorachi) är en ort i Grekland.   Den ligger i prefekturen Nomós Aitolías kai Akarnanías och regionen Västra Grekland, i den centrala delen av landet, 190 km väster om huvudstaden Aten. Kapsorráchi ligger 32 meter över havet och antalet invånare är 287. Den ligger vid sjön Límni Trichonída.
Terrängen runt Kapsorráchi är huvudsakligen kuperad, men åt nordväst är den platt. Kapsorráchi ligger nere i en dal. Runt Kapsorráchi är det ganska glesbefolkat, med 25 invånare per kvadratkilometer. Närmaste större samhälle är Gavaloú, 7,7 km väster om Kapsorráchi. I omgivningarna runt Kapsorráchi växer i huvudsak blandskog.